# 알렉산더 셀커크

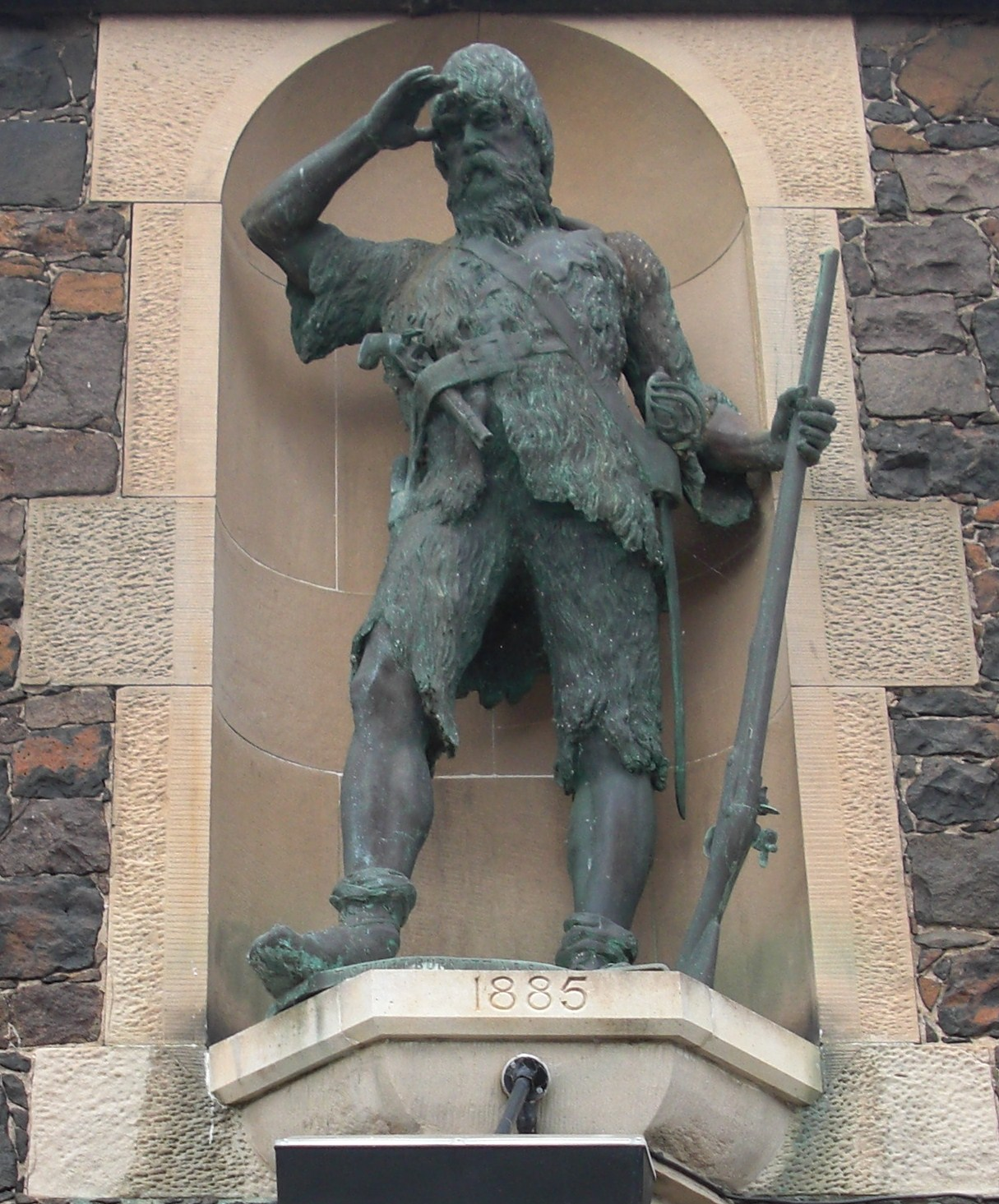
알렉산더 셀커크의 동상

알렉산더 셀커크(Alexander Selkirk, 1676년 ~ 1721년 12월 13일)는 조난자로 무인도에서 4년을 보낸 스코틀랜드의 선원이다. 셀커크의 조난 생활은 다니엘 데포의 《로빈슨 크루소》의 소재 중 하나라고 추측하는 견해가 있다. 1966년 1월 1일 셀커크가 머문 섬은 공식적으로 로빈슨크루소섬으로 개칭됐다. 동시에 후안페르난데스 제도의 최서단 섬은 알레한드로셀커크섬으로 개칭됐다.